# أبوبكر ديارا (لاعب كرة قدم مواليد 1993)
أبوبكر ديارا (22 مايو 1993 في مالي - ) هو لاعب كرة قدم مالي في مركز الوسط.

## روابط خارجية
- أبوبكر ديارا (لاعب كرة قدم مواليد 1993) على موقع قاعدة بيانات كرة القدم.إي يو (الإنجليزية)
- أبوبكر ديارا (لاعب كرة قدم مواليد 1993) على موقع Soccerway.com (الإنجليزية)